# Ján Horňák
Ján Horňák (22. srpna 1918 Dúbravka – 3. července 1969 Modra) byl slovenský ekonom.

## Životopis
Rodiči Jána Horňáka byli otec Ján Horňák a matka Anna rozená Kušnírová. V roce 1936–1940 studoval na Obchodní akademii v Košicích a Banské Bystrici, 1940–1944 na Vysoké škole obchodní v Bratislavě. V roce 1944 získal titul inženýr, v roce 1963 doc. a v roce 1966 CSc. Původně byl bankovním úředníkem, později úředník na Ministerstvu financí v Bratislavě (1940–1944).Během Slovenského národního povstání pracoval jako úředník na pověřenectvu financí v Banské Bystrici (1944). Po ústupu povstání do hor byl zatčen gestapem a uvězněn v Banské Bystrici a poté v Bratislavě. Nakonec byl přepraven do koncentračního tábora Mauthausen. Od roku 1962 přednášel na Katedře financí Národohospodářské fakulty Vysoké škole ekonomické v Bratislavě. Byl zakladatelem vysokoškolského studia pojišťovnictví na Slovensku. Je autorem vysokoškolských učebnic, studií ve vědeckých sbornících a článků v odborných časopisech z oblasti financí, úvěru a státního pojištění.

## Dílo
- Rkp. vzpomínky na koncentrační tábor v Mauthausenu
- Štátne poistenie v ČSSR. Bratislava, Slovenské pedagogické nakladatelství, 1968.
- Metódy socialistickej kontroly. Bratislava, Vydavatels̕tvo politickej literatúry, 1967.